# Francesco Panizzi
Francesco Panizzi-Savio ( Verona , 1817 - 1893 ) fue un médico, químico, botánico, micólogo italiano.

## Algunas publicaciones

### Libros
- Panizzi, f. 1870. La flora Sanremese fotografata.[1]

- La abreviatura «Panizzi» se emplea para indicar a Francesco Panizzi como autoridad en la descripción y clasificación científica de los vegetales.[2]